# Ruskoivanivka
Ruskoivanivka  (ucraniano: Руськоіванівка) es una localidad del Raión de Bilhorod-Dnistrovskyi en el Óblast de Odesa de Ucrania. Según el censo de 2001, tiene una población de 1613 habitantes.